# 阿片類物質過量
阿片類物質過量（英語：opioid overdose）是由於攝取過量的阿片類物質（如嗎啡、海洛因、芬太尼、曲馬多、和美沙酮）而導致中毒的結果。這種原本可預防的病理如果造成呼吸抑制後，患者會因缺氧，而可能致命。除呼吸抑制之外，患者的其他症狀還有瞳孔縮小，及失去意識。但發作會依攝取藥物的方式、攝取劑量、和攝取者本身風險因素而異。全球在2017年有超過110,000人因阿片類物質而死亡，倖存者也會面臨不良併發症，包括永久性腦損傷在內。
阿片類物質過量是根據症狀和檢查而得到診斷。藥物過量的危險因素包括高度阿片類物質使用疾患、利用注射方式攝取藥物、使用高劑量、有精神疾患或有此傾向、以及與其他物質如酒精、苯二氮䓬類藥物、或古柯鹼結合使用。利用處方阿片類物質治療慢性疼痛時，可能會產生依賴性。此外，患者經過藥物解毒之後，發生過量服用的風險特別高。
對於過量的初始治療包括提供氧氣支持患者的呼吸，減少其缺氧的風險。如果僅靠呼吸治療無法逆轉藥物作用時，則推薦使用納洛酮。透過鼻腔給藥或是肌肉注射方式施用納洛酮均能達到相同的效果。逆轉成功後的患者拒絕去醫院的話，他們在短期內有不良結果的風險似乎不高。其他防止過量死亡的做法包括讓納洛酮易於取得，以及針對阿片類物質依賴做治療。
因使用成癮藥物而導致全球的死亡人數有500,000人，其中阿片類物質過量致死的人數在2018年約有115,000人。遠高於1990年的18,000人。在2018年，全球約有2.69億人至少使用過成癮藥物一次，其中有5,800萬人使用的是阿片類物質。同樣在2018年，全球受到藥物使用疾患影響的約有3,560萬人。世界衛生組織（WHO）估計全球的藥物相關致死案例中有70%與阿片類物質相關，而與阿片類物質有關者中，30%是由於過量的原因。
人們認為造成阿片類物質氾濫的部分原因是由於1990年代製藥產業對處方阿片類物質提供使用安全的保證，造成無根據的信任，和隨後嚴重依賴這類藥物用作治療。雖然已有能有效降低這類過量風險的干預措施出現，但受影響者接受過治療的少於10%。

## 醫學徵象
阿片類物質過量的醫學徵象可被稱為“阿片類物質過量中毒症候群”：患者意識水準下降、瞳孔縮小、和呼吸受到抑制。其他症狀包括有癲癇發作和肌肉痙攣，有時候過量的結果會讓患者的意識水準低下到不會醒來。
由於藥物影響到大腦中調節呼吸的部分，過量會導致呼吸變得非常緩慢或是停止，如果不及時治療，會因缺氧而導致死亡。大腦使用氧氣來調節體內平衡。在動物研究中發現阿片類物質作用於中樞神經系統中與調節呼吸相關的區域，包括延髓和腦橋。大腦在缺氧期間，因無法得到足夠的氧氣供應。結果是大腦和脊髓發生損傷，有可能讓人日後無法正常行走或是運作，甚至是曾用納洛酮治療也會有這種結果。 
酒精同樣也會導致呼吸抑制，因此酒精和與阿片類物質一起服用，會升高呼吸抑制和死亡的風險。
對於幼兒，阿片類物質過量可能徵象不會立即明顯。這是由於幼兒與成人比較，在吸收、體內分佈、及新陳代謝速度較緩，但通常幼兒每公斤體重的阿片類物質攝入量會較成人高，後果會更嚴重，需特別注意。

## 原因

僅2毫克芬太尼即可讓大多數人致死。與之比較的1美分硬幣，其直徑是19.05毫米（或是0.75英寸）

導致阿片類物質過量的危險因素包括有阿片類物質依賴、利用注射攝取藥物、使用高劑量，以及與酒精、苯二氮䓬類藥物或是古柯鹼一起使用。過量風險最高的時機是發生在藥物解毒之後。而對處方阿片類物質發生依賴，通常是使用藥物治療慢性疼痛時所造成。在幼兒身上的過量服用通常是由於藥物是為其父母、年長手足或是祖父母所調配，劑量相對為高。攝取可待因的母親以母乳哺育嬰兒後，嬰兒會出現阿片類物質過量情況。因此不建議作母乳哺育的母親使用可待因。

### 共同攝取
阿片類物質過量通常與苯二氮䓬類藥物或酒精使用有關聯。其他中樞神經系統抑制劑、肌肉鬆弛劑、鎮痛藥、抗驚厥藥、抗焦慮藥、精神藥物或治療癲癇藥物或是任何其他具有活性功能，在鎮靜或減輕神經元信號傳導（巴比妥類藥物等）的藥物都是，每增加一項，就會有累積的效果，會導致病情惡化，讓復原難以達成。也包括不會立即產生負面效果，被歸類會減緩代謝功能的藥物，例如γ-氨基丁酸能化藥物如γ-羥基丁酸，或是穀氨酸能化拮抗劑，如苯環利定（PCP）、或是氯胺酮。

## 風險因素

### 代謝紊亂
阿片類物質主要經由肝臟代謝，然後由尿液排出。阿片類物質通過階段1和/或階段2代謝，這類過程會導致藥物的激活或是抑制。階段1代謝是细胞色素P450（CYP）通路由不同的細胞色素P450（一組催化水解、氧化還原反應的酶）組成，以產生活性代謝產物。相較之下，階段2代謝導致阿片類物質發生結合，階段2很少或是幾乎沒與CYP通路相互作用。阿片類物質經歷階段1和階段2代謝，直到它們達到相當程度的親水性，而被腎臟經由尿液排泄。
在阿片類物質的代謝過程中，有多種因素會發揮作用。在階段1代謝，CYP家族有幾種遺傳多態性，這可解釋每個人之間有治療反應的差異。這種多態性導致阿片類物質的代謝速率受到調整，會讓藥物在個體的血液中逗留較長或是較短的時間。這些多態性因而會控制阿片類物質的耐受性，以及促成藥物過量的情況。

### 心理健康
有證據顯示心理健康狀況可能是阿片類物質濫用的重要促進因素。鑑於阿片類物質用於疼痛管理，已有證據顯示有精神疾患（如抑鬱症）的人在治療與慢性疼痛相關的疾病時，會增加阿片類物質的使用。證據顯示患有情緒障礙和焦慮症的人，被開立阿片類物質的處方，以及長期使用的可能性會增加，因而養成依賴的可能性會增高。結果是受到精神疾患影響的個體，在長期使用阿片類物質舒緩疼痛的風險，幾乎增加一倍。此外，與創傷、經濟蕭條及有利於藥物濫用和冒險行為等相關所產生的心理健康問題，已被證明會增加阿片類物質的濫用。更進一步，與心血管疾病、[[睡眠障礙、及人類免疫缺乏病毒相關，所產生的心理健康問題，會導致阿片類物質的依賴，以及隨之而來的過量使用。值得注意的是在精神疾病和阿片類物質濫用之間可觀察到循環的行為，其中被診斷有心理健康問題的個體會涉及阿片類物質的使用，而進一步加劇心理健康問題，再進一步增加藥物使用。

## 機制

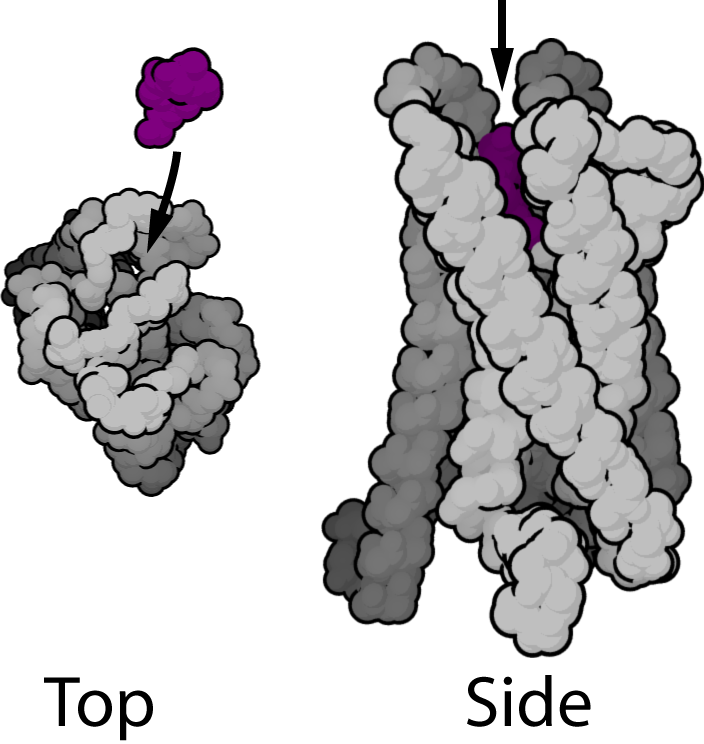
Mu阿片類物質受體 (G蛋白偶聯受體中的一種)])

阿片類物質與神經系統的阿片類物質受體結合，激發出鎮痛、鎮靜和欣快的作用。阿片類物質透過刺激分佈在全身（包括大腦、皮膚和脊髓）的特定G蛋白偶聯受體發揮作用。這類受體包括mu、kappa、delta 傷害感受三種，每種受體都與引發藥物相關影響的作用有關。阿片類物質過量是由於這些受體被過度激活的結果，而導致大腦缺氧或神經毒性，有造成永久性腦損傷的可能。
Mu受體對大腦具有鎮痛作用，存在於神經系統的各個部位（包括大腦皮質和丘腦）。這種受體也存於伏隔核（大腦的快樂中心）以及杏仁核之中。下丘腦中的Kappa受體也會產生類似的鎮痛作用。Kappa受體與強啡肽結合而刺激抗獎賞作用，包括煩躁以及其他戒斷的負面影響。雖然mu受體是導致成癮的原因，但kappa受體是導致持續濫用的原因。kappa受體響應促腎上腺素釋放因數 (CRF) 增加的壓力水平，而產生煩躁的感覺。戒斷期間的情緒不穩定會因此增高，而導致復發。Delta受體存於邊緣系統的基底核中，被證明可透過與腦啡肽結合來減少焦慮，但仍需進一步研究。最新發現的是傷害感受阿片類物質受體。雖然傷害感受受體已被確認為某些配位基的阿片類物質受體，但作用尚未被完全了解。
當個體攝入阿片類物質時，配位基與這些組成型活性受體結合以減少神經信號傳導。，而減少傳導是經由抑制腺苷酸環化酶和環腺苷酸（兩者為中樞神經系統內通訊所需）來達成。研究顯示阿片類物質透過破壞離子通道和囊泡融合來減輕疼痛。
長時間的阿片類物質曝露會導致這些受體內化，導致耐受性升高，和藥物使用數量增加。

## 預防
阿片類物質過量通常可預防。為急診科和緊急護理中心的工作人員制定明確的規則，以減少開立阿片類物質的處方給有覓藥行為或是有藥物濫用史的個人。覓藥行為包括（但不限於）在尋求藥物治療時顯現出的強迫症或是不耐煩、尋求多種疼痛治療藥物、以及不一致的生理描述。處方藥監測計劃或有助於確定個人是否正在接受高劑量的阿片類物質或是藥物組合（例如苯二氮䓬類藥物和阿片類物質組合），讓使用者陷於高風險的情況。有不多的證據顯示長效阿片類物質與短效的相比，會增加意外過量服用的風險。有CAGE問卷和成人藥物濫用篩查測試 (Drug Abuse Screening Test ，DAST-10) 針對成人，以及CRAFFT篩檢測試針對14-18歲青少年，用來進行常規篩檢。其他如“覓藥”行為和使用者的身體跡象可作為正式篩檢的線索。
有阿片類物質使用疾患或是藥物依賴的人遭遇過量服用的風險較高，有幾種藥物輔助治療法可供使用。選擇治療方式依不同因素而定，例如個人對特定藥物的偏好、取得容易度和治療史。輔助治療藥物包括有丁丙諾啡（單獨使用，或與納洛酮混合使用）、那曲酮和美沙酮。有證據顯示患者同伴支持團體可提供初步的幫助。另有些證據顯示社區型的藥物過量教育和納洛酮配送計劃有幫助。丁丙諾啡和美沙酮可協助患者減少對藥物的渴望。在支持或康復團體中將藥物治療與行為療法結合，可提高克服成癮的可能性，並降低藥物過量的風險。
被診斷為阿片類物質依賴的個體，應採用納洛酮以預防過量服用，並應引導至可用的治療方案，例如注射器材交換計劃和治療中心。當發現使用者有藥物過量的危險因素時（例如過量服用史、物質使用疾患、或使用較高劑量藥物），建議開立納洛酮處方藥備用。簡短的动机式访谈法已被證明可提高人們改變行為的動機。雖然有前述的治療方式，這些干預措施在美國的傳播因缺乏協調，加上聯邦政府反應遲緩，而受到阻礙。
美國有49個州和華盛頓哥倫比亞特區透過常規命令、協議命令、納洛酮特定合作協議或藥劑師處方授權，在藥房的層級即可取得納洛酮使用。

## 治療
對於阿片類物質過量的人，建議儘速進行基礎生命支持和施用納洛酮。納洛酮可有效逆轉藥物過量的影響，而不僅是減輕症狀而已。兒童與成人相比，通常根據每公斤體重，需要使用更高的納洛酮劑量。
建議提供納洛酮給藥物使用者及其照顧者作備用。美國在2014年有超過25,000件藥物過量案例被成功逆轉。訓練警察和消防人員使用納洛酮處理阿片類物質過量的計劃也顯示可達預定成果。在如舊金山等大城市已制定有計劃，以提高社區對預防阿片類物質過量的警覺和參與。

## 流行病學
WHO在2016年估計全球有3,400萬人使用阿片類物質，1,900萬人使用鴉片劑。其中約有2,700萬人有阿片類物質依賴，他們的大多數人（但人數正減少中）使用非法的海洛因。在2015年有118,000人因阿片類物質使用疾患而死亡，佔所有與藥物有關的死亡人數幾乎達到3分之1。

### 美國
美國在2017年的70,200人過量死亡案例中，涉及阿片類物質的佔47,600例，男女佔比各為3比1。這高於2016的數字，當年有超過64,000人因藥物過量而死亡，其中涉及阿片類物質的超過42,000例。在2017年，美國藥物過量致死率最高的5個州是西弗吉尼亞州（每10萬人中有57.8人）、俄亥俄州（每10萬人中有46.3人）、賓夕法尼亞州（每10萬人中有44.3人）、肯塔基州（每10萬人中有37.2人）、和新罕布什爾州（每10萬人中有37.0人）。
下列圖表中有關2017年的數據，因藥物使用而導致的死亡人數總計超過70,200 人，許多死亡事件所涉及的藥物有好幾種。根據美國全國安全委員會的數據，美國人因服藥過量而死亡的終生機率是96分之1。

美國各州因藥物過量而死亡人數（每10萬人）。

美國牽涉特定阿片類物質及藥物等級的死亡人數
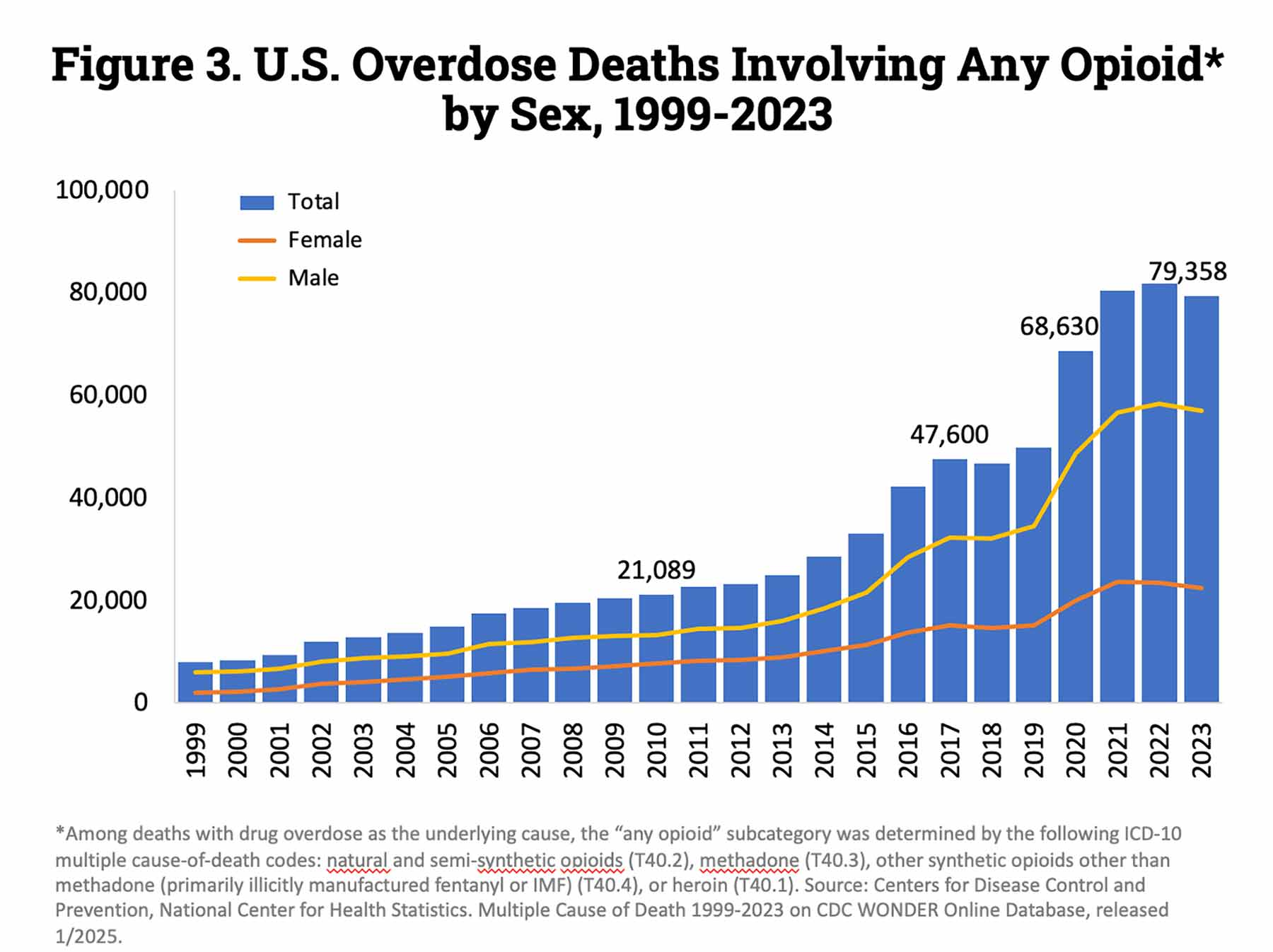
每年由阿片類物質，包括鎮痛藥、海洛英以及非法合成藥物導致死亡的人數。
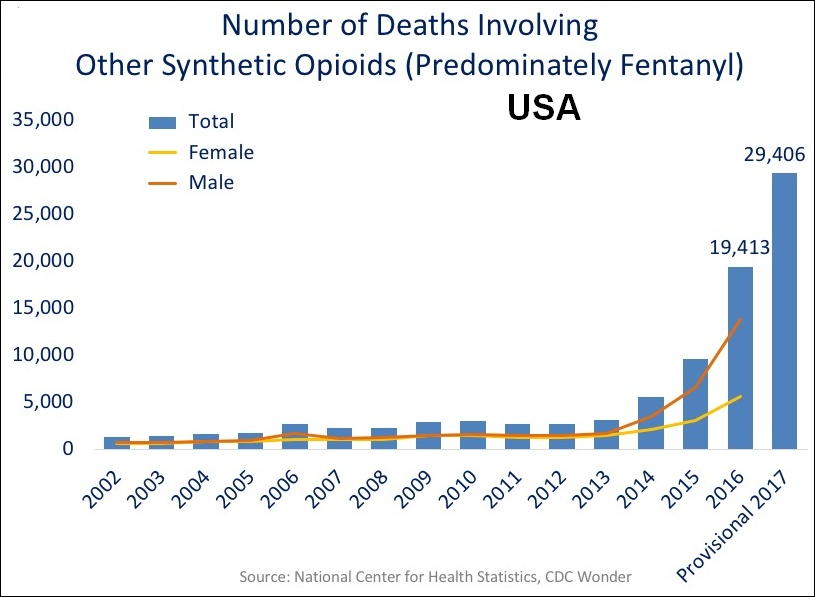
每年其他合成阿片類物質（絕大部分為芬太尼）導致死亡的人數。
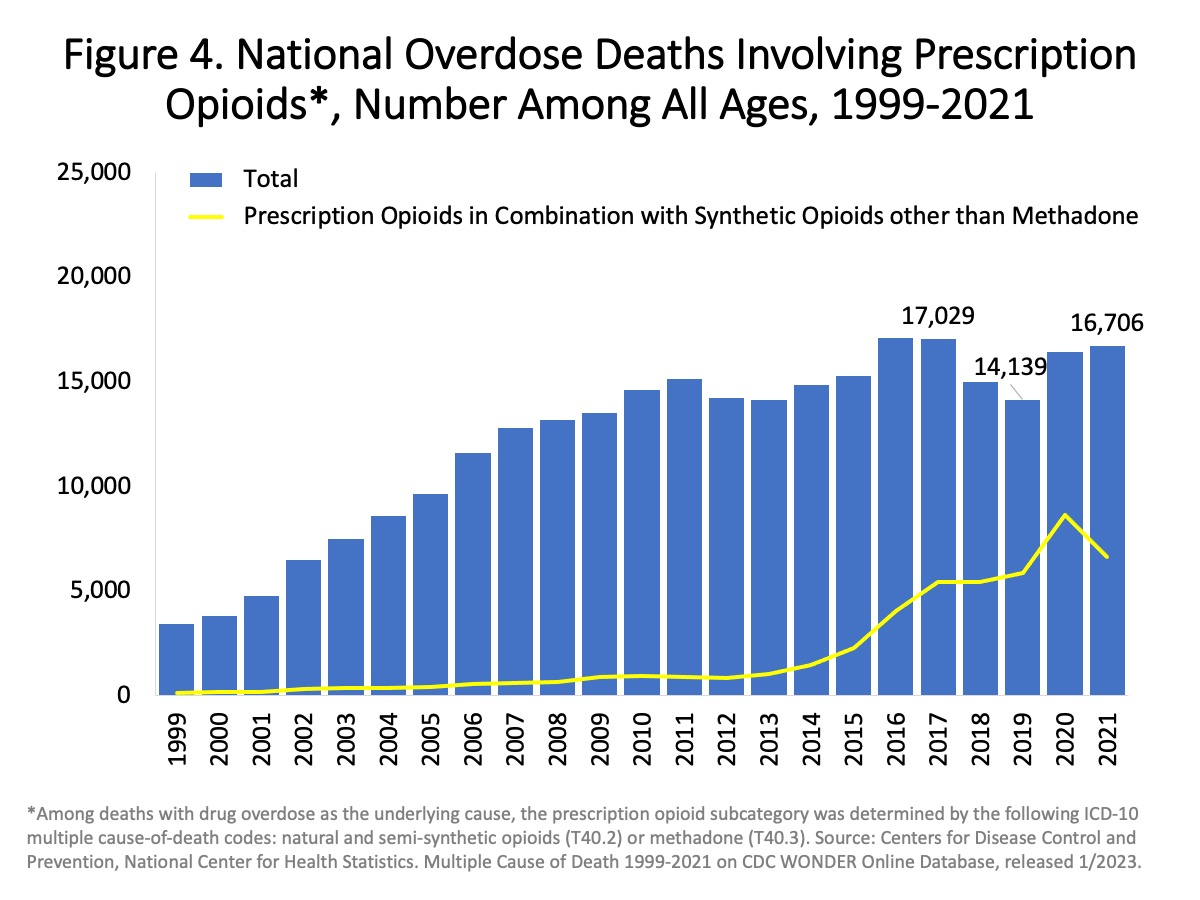
每年處方阿片類物質（其中的合成藥物絕大部分是非法取得的芬太尼，在此統計中已被扣除），導致死亡的人數。
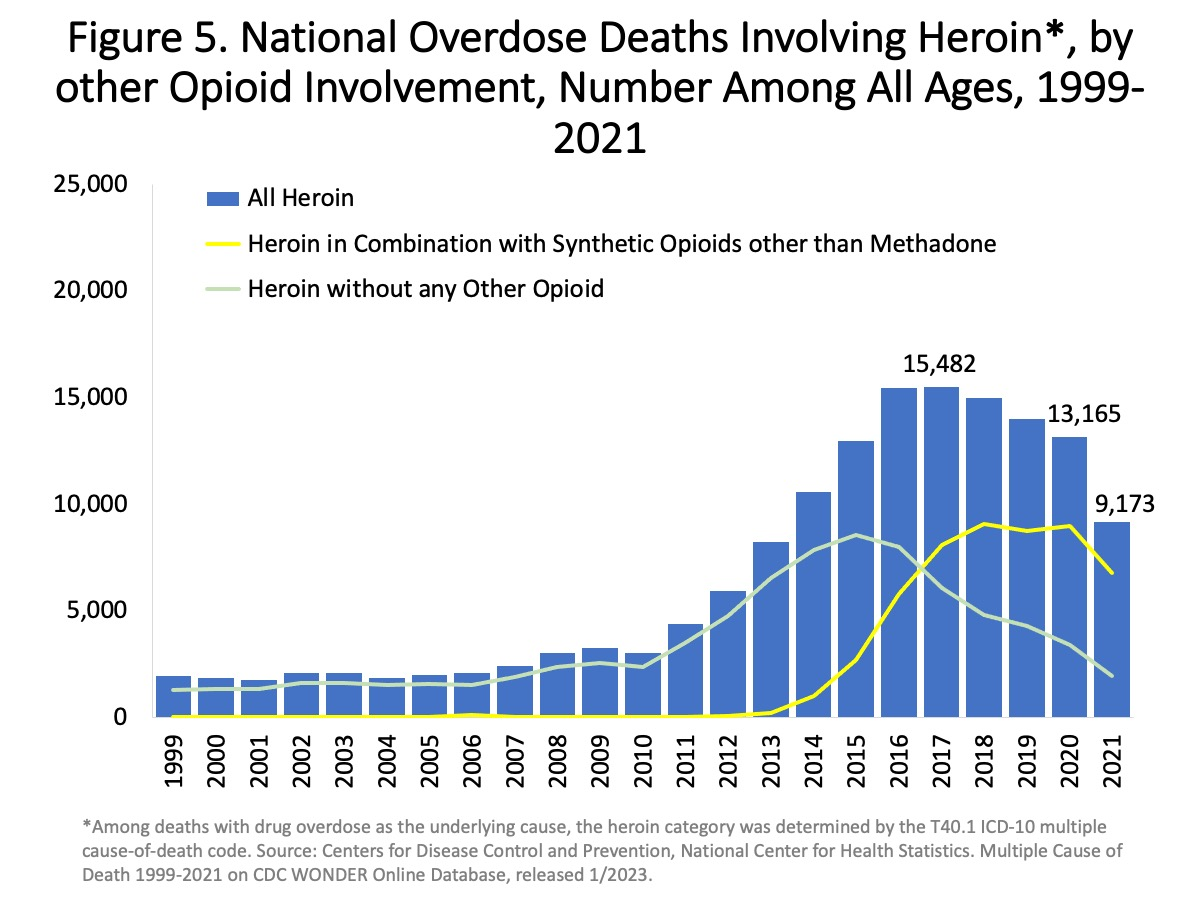
每年牽涉海洛因過量使用而導致死亡的人數。

## 社會關注
美國物質濫用與精神健康管理署（SAMHSA）每年舉辦一次名為“全國預防週”的健康紀念活動（在5月的第3週），鼓勵全國各地的社區團結，並分享有關積極的心理和行為健康，以及預防重要性的故事。管理署還贊助每年9月舉行的康復月。舉行康復月的目的在提高人們對精神和物質使用疾患的認識，並向康復者致敬，倡導預防有效且治療有效的正面信息。
每年8月31日是國際藥物過量關注日 ，以紀念那些因過量服用而喪生的人，把與藥物有關的死亡的的污名降低，並倡導預防過量用藥。

## 外部連結
- WHO Community Management of Opioid Overdose, 2014 （页面存档备份，存于）